# Прядь о Сигурде Слюне
Прядь о Сигурде Слюне (др.-сканд. Sigurðar þáttr slefu) — исландская прядь, известная из Книги с Плоского острова. Посвящена норвежскому конунгу Сигурду Слюне сыну Эйрика I Кровавая Секира.
Прядь рассказывает о норвежском конунге Сигурде Слюне, который описывается как жестокий и хитрый человек. Конунг отправляет хэрсира Торкеля Клюппа в Англию за данью ради того, чтобы переспать с его женой Алов. Вернувшись домой, Торкель узнаёт о случившемся и убивает конунга секирой на тинге. Узнав о смерти сына, Гуннхильд обвинила в случившемся Алов, и последней пришлось бежать в Исландию, опасаясь расправы. В конце сообщается, что после многих лет Алов смогла вернуться в Норвегию, где считалась уважаемой женщиной.
Рукопись хранится в Институте исландских исследований Арни Магнуссона в Рейкьявике под номером AM 329 4.º.